# Tougan (département)
Cet article concerne le département et la commune urbaine. Pour la ville chef-lieu, voir Tougan.
Tougan est un département et une commune urbaine de la province du Sourou, situé dans la région de la Boucle du Mouhoun au Burkina Faso.

## Géographie

### Démographie
Le département et la commune urbaine de Tougan comptait en 2012, 67 589 habitants.

### Villes et villages
Le département et la commune urbaine de Tougan est administrativement composé d'une ville chef-lieu (données de populations du recensement 2006) :
- Tougan, divisée en sept secteurs (totalisant 17 050 habitants) :

- secteur 1 (569 habitants)
- secteur 2 (4 024 habitants)
- secteur 3 (3 228 habitants)
- secteur 4 (1 801 habitants)
- secteur 5 (2 762 habitants)
- secteur 6 (2 789 habitants)
- secteur 7 (1 877 habitants)

et de trente-trois villages (totalisant 50 359 habitants) :
- Basbatenga (1 052 habitants)
- Boaré (1 300 habitants)
- Bompéla (733 habitants)
- Bonou (1 691 habitants)
- Boussoum (3 363 habitants)
- Da (2 249 habitants)
- Daka (3 004 habitants)
- Dalo (1 115 habitants)
- Dimboro (1 048 habitants)
- Diouroum (2 048 habitants)
- Dissi (1 409 habitants)
- Gonon (658 habitants)
- Gorombouli (1 028 habitants)
- Goron (1 538 habitants)
- Gosson (663 habitants)
- Guimou (2 212 habitants)
- Kassan (3 709 habitants)
- Kawara (2 467 habitants)
- Kirstenga (513 habitants)
- Kouy (3 132 habitants)
- Largogo (251 habitants)
- Namassa (1 361 habitants)
- Nassan (1 497 habitants)
- Niankoré (4 438 habitants)
- Panian (546 habitants)
- Papalé (437 habitants)
- Sissilé (858 habitants)
- Toaga (935 habitants)
- Touaré (1 911 habitants)
- Toungaré (733 habitants)
- Wattinoma (171 habitants)
- Yeguéré (1 949 habitants)
- Zinzin (520 habitants)